# Ana de Armas
Pour les articles homonymes, voir Armas.
Ana de Armas, née le 30 avril 1988 à La Havane, est une actrice cubano-espagnole.
Elle commence sa carrière d'actrice à l'adolescence à Cuba, notamment en tenant un rôle de premier plan dans Una rosa de Francia (2006). Elle déménage à Madrid à dix-huit ans où elle obtient un rôle dans la série dramatique El Internado pendant six saisons, de 2007 à 2010. Elle s'installe ensuite à Los Angeles se tournant vers des rôles anglophones, dans le thriller érotique Knock Knock (2015), ainsi que dans la comédie dramatique War Dogs (2016), puis un rôle secondaire dans le biopic sportif Hands of Stone (2016).
Sa percée dans le cinéma américain se fait progressivement, d'abord avec le rôle de Joi dans le film de science-fiction Blade Runner 2049 (2017), puis avec celui de l'infirmière Marta Cabrera dans le thriller À couteaux tirés (2019), ce qui lui vaut une nomination au Golden Globe de la meilleure actrice dans un film musical ou une comédie. En 2021, elle devient une James Bond girl en apparaissant dans Mourir peut attendre, film de la saga James Bond, avant de tenir un second rôle dans The Gray Man (2022).
L'année suivante, elle se tourne davantage vers le cinéma indépendant avec le controversé Blonde d'Andrew Dominik. Film semi-biographique et adaptation littéraire du best-seller de Joyce Carol Oates, Ana de Armas y incarne l'actrice et sex-symbol des années 1950 Marilyn Monroe. Sa performance lui offre une seconde nomination au Golden Globe de la meilleure actrice ainsi que sa première nomination à l'Oscar de la meilleure actrice en 2023.

## Biographie

### Enfance
Ana Celia de Armas Caso naît le 30 avril 1988 à La Havane, à Cuba, de Ramón de Armas et de son épouse Ana Caso. Elle vit chez ses grands-parents durant son enfance. Ses parents et son frère aîné Francisco Javier habitent dans la ville balnéaire de Santa Cruz del Norte et lui rendent visite à La Havane en fin de semaine. Elle les rejoint plus tard à Santa Cruz del Norte. Lorsqu'elle a dix ans, elle retourne cohabiter avec ses grands-parents, avec toute la famille. Ses grands-parents maternels étaient des immigrants espagnols à Cuba, originaires des villes voisines de Guardo (dans les montagnes de Palencia) et de Valverde de la Sierra (dans les montagnes de León), toutes deux situées dans le nord-ouest de l'Espagne,.
Son père occupe différents postes, notamment en tant que directeur de banque, enseignant, directeur d'école et adjoint au maire d'une ville. Il a précédemment étudié la philosophie dans une université soviétique,. Sa mère travaille dans la section des ressources humaines du ministère de l'Éducation,,. Elle a un frère aîné, Francisco Javier de Armas Caso, un photographe établi à New York.
En 2002, à l'âge de quatorze ans, elle est admise au Théâtre national de Cuba,. Elle fait de l'auto-stop ou voyage en bus chaque jour pour assister aux cours « rigoureux »,. Alors qu'elle est étudiante, elle tourne trois films,.
À l'âge de dix-huit ans, elle déménage à Madrid pour poursuivre une carrière d'actrice.

### Vie privée
En juillet 2011, elle se marie avec l'acteur espagnol Marc Clotet dans la région de la Costa Brava en Espagne. Ils divorcent début 2013,.
De mi-2013 à mi-2014, elle fréquente le réalisateur et scénariste espagnol David Victori,.
Entre 2015 et 2016, elle est brièvement fiancée à l'agent artistique Franklin Latt,,,.
De 2017 à 2018, elle a une relation avec le peintre cubain Alejandro Piñeiro Bello,.
De mars 2020 à janvier 2021, elle a une liaison avec l'acteur et cinéaste américain Ben Affleck, qu'elle a rencontré sur le tournage du film Eaux Profondes,.
Entre 2021 et 2023, elle a été en couple avec Paul Boukadakis, le vice-président de Tinder,.
En 2024, elle fréquente l'avocat Manuel Anido Cuesta, le beau-fils du président cubain, Miguel Diaz-Canel,.
En 2025, elle entretient une relation avec l'acteur Tom Cruise.

## Carrière

### Débuts et révélation espagnole (2006-2014)
Elle commence sa carrière en 2006, dans le drame romantique de Manuel Gutiérrez Aragón Una rosa de Francia.
L'année suivante, elle joue dans le film El Edén perdido et obtient un second rôle dans Madrigal du réalisateur Fernando Pérez Valdés. Toujours en 2007, elle est choisie pour jouer Carolina Leal Solís dans le feuilleton espagnol El Internado, dans lequel elle apparaît pendant six saisons, jusqu'en 2010 aux côtés d'Yon González, Martiño Rivas et Blanca Suárez. Le programme, se déroulant dans un pensionnat, devient populaire auprès des téléspectateurs et fait de l'actrice une figure célèbre en Espagne.
Après avoir vécu quelques mois à New York pour apprendre l'anglais, elle retourne en Espagne pour jouer dans la série Hispania, la leyenda. Elle joue ensuite dans les films d'horreur d'Antonio Trashorras El callejón en 2011.

### Percée critique (2015-2019)

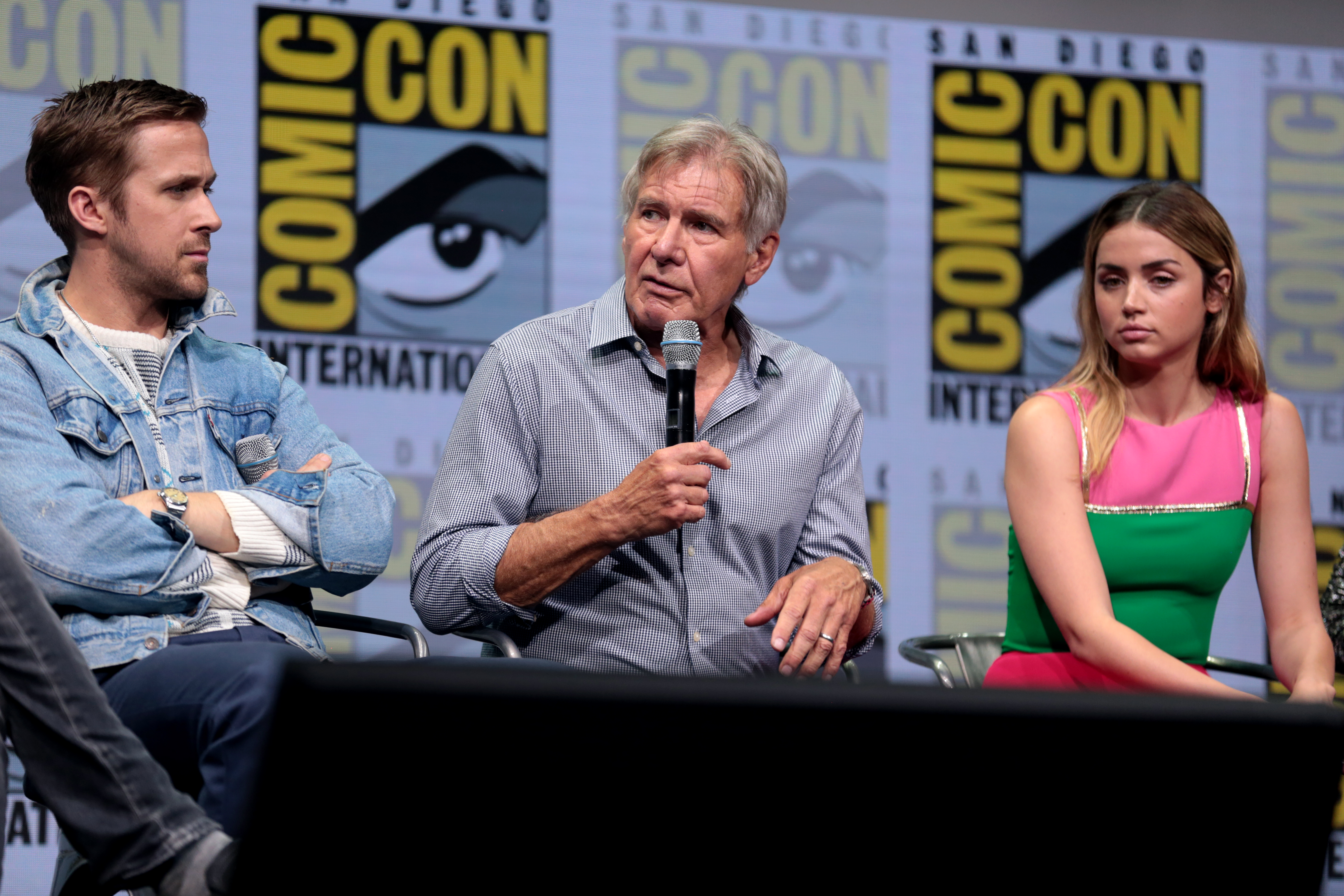
Ana de Armas aux côtés de Ryan Gosling et Harrison Ford, pour la promotion de Blade Runner 2049 au San Diego Comic-Con de 2017.

Lorsqu'elle arrive à Los Angeles pour la première fois en 2014, elle doit recommencer sa carrière « de zéro ». Elle parle très peu anglais, elle se consacre pendant quatre mois à plein temps à l'apprendre,, ne voulant pas se limiter à jouer des rôles spécifiquement écrits pour les actrices latines.
Pour son premier rôle dans un film américain, elle joue face à Keanu Reeves dans le thriller érotique horrifique d'Eli Roth Knock Knock (2015) et apprend ses répliques phonétiquement.
Keanu Reeves l'invite à jouer un rôle en espagnol dans le thriller Suspicions (2016), dans lequel il joue et qu’il produit. La même année, elle obtient un rôle secondaire dans la comédie dramatique War Dogs de Todd Phillips, puis elle tourne avec Édgar Ramírez dans le film biographique Hands of Stone où elle incarne l'épouse du boxeur panaméen Roberto Durán. Malgré sa sortie retardée, Hands of Stone est le premier film hollywoodien dans lequel de Armas a joué.
En 2017, elle tient un rôle secondaire dans le thriller futuriste de Denis Villeneuve Blade Runner 2049 avec Ryan Gosling et Harrison Ford, mais également dans le thriller d'action Overdrive avec Scott Eastwood.
L'année suivante, elle joue le rôle d'une Dominicaine souffrant d'insuffisance cardiaque dans le court métrage de John Hillcoat, Corazón, financé par le Montefiore Medical Center pour sensibiliser au don d'organes.
En 2019, elle tourne sous la direction de Danny Boyle le film musical Yesterday avec en vedettes Lily James et Himesh Patel. Elle tient alors le rôle de l'antagoniste. Toutefois, pour des questions de longueur, l'actrice cubano-américaine se retrouve coupée au montage comme avait pu l'être Jessica Chastain sur le tournage de Ma vie avec John F. Donovan l'année précédente. Le cinéaste Danny Boyle explique alors à l'époque : « Elle était brillante, vraiment radieuse. Et c'est justement ça qui a causé problème... [...] Ana De Armas devenait un obstacle à la relation entre Ellie et Jack lorsqu'il arrivait à Los Angeles pour la première fois. Les spectateurs n'auraient pas apprécié qu'il s'égare un instant, comme s'il n'aimait pas vraiment Ellie, qu'il ne la méritait pas. » Yesterday sort l'été 2019 et rencontre un joli succès public. Quelques années plus tard, il est victime de polémiques en raison de l'implication d'Ana de Armas car, bien que coupée au montage du film, elle apparaît dans certaines bandes-annonces anglo-saxonnes. Des spectateurs feront donc un procès à Universal Studios qu'ils remporteront affirmant s'être senti abusés par cette situation.
Cet incident n'empêche pas la comédienne de poursuivre ses projets. Toujours en 2019, elle tourne dans le film à énigme À couteaux tirés, écrit et réalisé par Rian Johnson, qui a été largement salué et a marqué une percée pour l'actrice. Elle est nommée pour le Golden Globe de la meilleure actrice dans un film musical ou une comédie et la distribution remporte le National Board of Review Award du meilleur casting. Elle gagne en popularité avec le rôle de Paloma, une nouvelle agente secrète qui travaille pour la CIA dans la vingt-cinquième aventure de James Bond intitulée Mourir peut attendre, personnage que le réalisateur, Cary Joji Fukunaga, a écrit spécialement pour elle avec l’équipe des scénaristes,. Elle retrouve à cette occasion l'acteur Daniel Craig, à qui elle avait précédemment donné la réplique, et partage des scènes avec Léa Seydoux. Elle est ensuite la tête d’affiche du thriller érotique Eaux profondes produit par Amazon Studios auprès de son compagnon de l’époque Ben Affleck,. Ce thriller sulfureux aux nombreuses scènes de sexe torrides devait sortir au cinéma mais sort finalement sur la plate-forme Hulu.

### Tournant médiatique et critique grâce àBlonde(2022)
En 2022, sa carrière prend un véritable tournant grâce à deux productions estampillées Netflix. D'un côté, le film d'action The Gray Man des frères Russo dans lequel elle retrouve Ryan Gosling. De l'autre, la semi-biographie Blonde du réalisateur Andrew Dominik dans laquelle elle incarne l'ancienne actrice et sex-symbol des fifties Marilyn Monroe. Si The Gray Man est un succès commercial mais un échec critique, Blonde en revanche reçoit un accueil mitigé de la part de l’opinion publique et critique.
Projet de longue date, Blonde met dix ans à être produit. Ce dernier est une libre adaptation du roman homonyme de l’écrivaine Joyce Carol Oates, paru au début des années 2000. L'écrivaine validera d'ailleurs le montage final du film ainsi que le choix de l'actrice cubaine dans le rôle de Marilyn Monroe. Après avoir un temps pensé confier le rôle titre à Naomi Watts puis Jessica Chastain, le cinéaste Andrew Dominik décide finalement de se tourner vers Ana de Armas après avoir été séduit par sa performance dans Knock Knock. Avant son tournage, pendant et lors de sa sortie sur la plate-forme Netflix, Blonde sera la cible de nombreuses attaques et polémiques. Ces dernières seront souvent violentes. Ainsi, à l’instar de plusieurs actrices avant elles, le choix d'Ana de Armas dans la peau de Marilyn Monroe sera sujet de débats. Des spécialistes de la presse américaine iront même jusqu'à remettre en cause sa performance en raison de son accent cubain. Le film sera un temps la cible de certaines féministes et du planning familial qui jugent le film anti-avortement. Ou encore, bien avant sa sortie, Blonde obtiendra le statut de « film sulfureux » en raison des scènes de sexe.

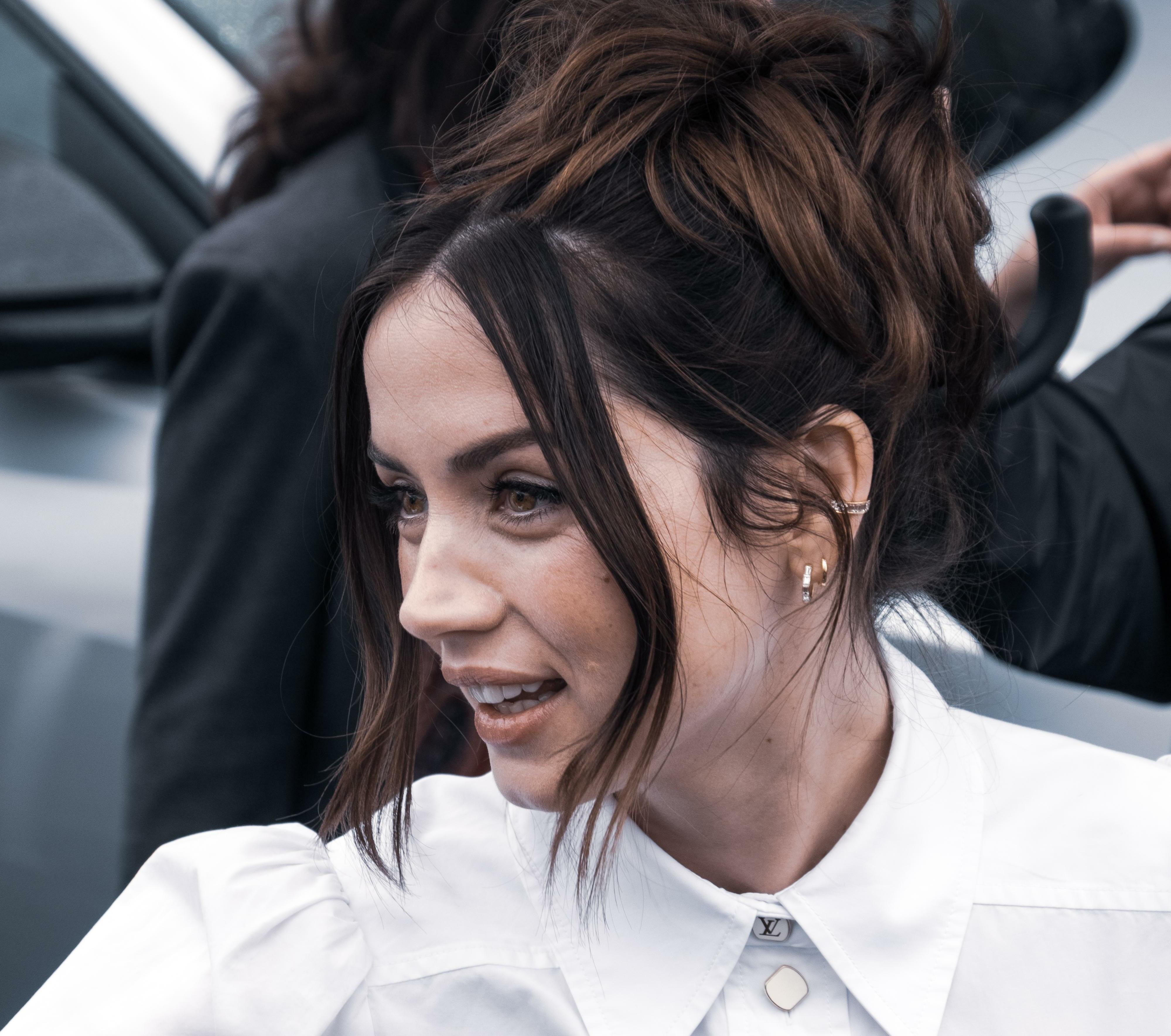
Ana de Armas en 2022.

En raison de cette dernière polémique, Netflix songera même un temps à annuler sa sortie avant de revenir sur sa décision. Le long métrage obtiendra donc une mention « interdit aux moins de 18 ans » de la part du Motion Picture Association of America aux États-Unis, et du CNC en France. Pour mieux appréhender le personnage, Ana de Armas réutilise certains préceptes de l'Actors Studio et suit des cours de diction pour retrouver le timbre et les expressions de Marilyn Monroe. Elle doit aussi subir deux heures de maquillage par jour et pratiquer la danse régulièrement. Andrew Dominik étant un réalisateur perfectionniste, il va pousser son actrice jusqu'à recréer la fameuse scène de Les hommes préfèrent les blondes dans laquelle Marilyn chantait le standard Diamonds Are a Girl's Best Friend ou certains clichés photos quasi à l'identique. À sa sortie, le film crée un véritable engouement dans la presse cinématographique et le public. Les avis se divisent alors en deux catégories : certains spectateurs et critiques pensent que cette adaptation renie l’héritage de Marilyn Monroe. D'autres louent la performance d'Ana de Armas ou le travail de mise en scène du cinéaste Andrew Dominik. Ana de Armas reçoit le prix du Nouvel Hollywood au Festival franco-américain de Deauville. Fin décembre 2022, elle décroche une seconde nomination au Golden Globe de la meilleure actrice pour son rôle dans le film. Après Michelle Williams, elle devient la deuxième actrice à obtenir une nomination à l'Oscar de la meilleure actrice, a obtenir une nomination à ce prix pour son interprétation du sex-symbol des années 1950.

### Difficile ascension hollywoodienne (depuis 2023)

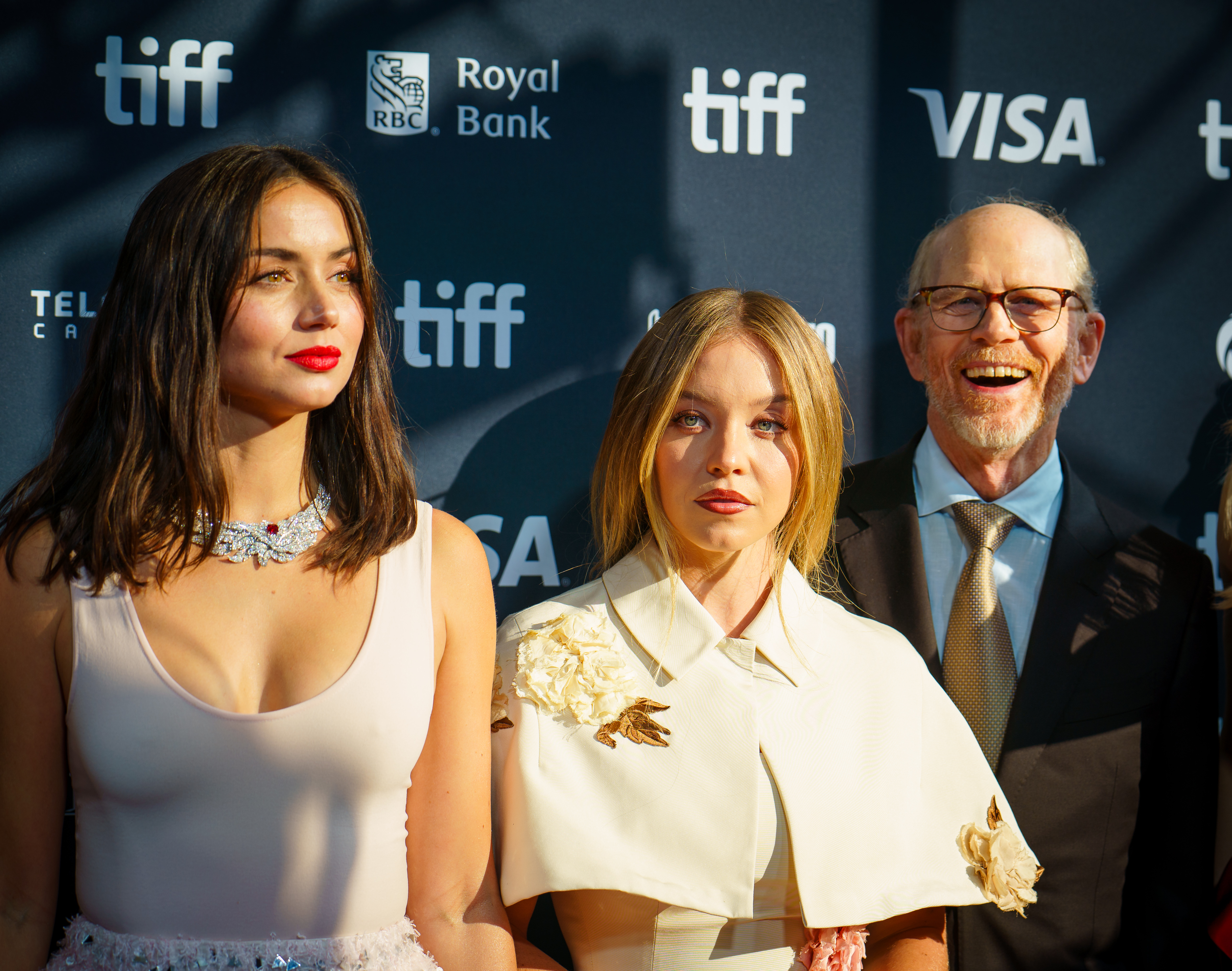
Ana de Armas, avec Sydney Sweeney et Ron Howard, au Festival international du film de Toronto 2024.

Les années suivantes signent le début d'une difficile ascension à Hollywood pour l'actrice, son précédent film ayant à la fois fragilisé et renforcé son statut d'actrice bankable. Ana de Armas poursuit avec le film d'action Ghosted. Réalisé par Dexter Fletcher, elle y joue l'épouse de l'acteur américain Chris Evans. L'intrigue est proposée comme une alternative à Mr. and Mrs. Smith .
Dans un second temps, elle se rend à Prague où elle commence le tournage du film Ballerina, production dérivée centrée autour de la figure de John Wick. Elle s'investit grandement sur le projet, conseillant au réalisateur Len Wiseman d'engager la cinéaste et scénariste Emerald Fennell afin d'apporter un regard plus féminin à l'ensemble de son personnage. Dans ce film, Ana de Armas y tient le premier rôle féminin, celui d'une jeune criminelle, auprès de Keanu Reeves. Le tournage, qui dure quatre mois, est éprouvant pour l'actrice en raison des nombreuses cascades présentes dans le film, son contrat stipulant qu'elle doit les faire elle-même et sans doublure.
En décembre 2023, elle signe pour faire partie du thriller écologique Eden réalisé par Ron Howard. Elle y devient la tête d'affiche aux côtés de Vanessa Kirby, Sydney Sweeney, Jude Law et Daniel Brühl.

## Filmographie

### Cinéma

#### Longs métrages

##### Années 2000
- 2006 : Una rosa de Francia de Manuel Gutiérrez Aragón : Marie
- 2007 : Madrigal de Fernando Pérez Valdés : Stella Maris
- 2009 : Mentiras y gordas d'Alfonso Albacete (es) et David Menkes (es) : Carola

##### Années 2010
- 2010 : Moi, moche et méchant (Despicable Me) de Pierre Coffin et Chris Renaud : Margo (voix espagnole)
- 2011 : El callejon d'Antonio Trashorras : Rosa / Laura
- 2013 : Faraday de Norberto Ramos del Val (es) : Imma Murga
- 2014 : Por un puñado de besos (es) de David Menkes (es) : Sol
- 2015 : Knock Knock d'Eli Roth : Bel
- 2015 : Anabel d'Antonio Trashorras : Cris
- 2016 : War Dogs de Todd Phillips : Iz
- 2016 : Hands of Stone de Jonathan Jakubowicz : Felicidad Iglesias
- 2016 : Suspicions (Exposed) de Gee Malik Linton (en) : Isabel De La Cruz
- 2017 : Overdrive d'Antonio Negret : Stephanie
- 2017 : Blade Runner 2049 de Denis Villeneuve : Joi
- 2019 : The Informer d'Andrea Di Stefano : Sofia Hoffman
- 2019 : À couteaux tirés (Knives Out) de Rian Johnson : Marta Cabrera
- 2019 : Cuban Network (Wasp Network) d'Olivier Assayas : Ana Magarita Martinez

##### Années 2020
- 2020 : The Night Clerk de Michael Cristofer : Andrea Rivera
- 2020 : Sergio de Greg Barker (en) : Carolina Larriera
- 2021 : Mourir peut attendre (No Time to Die) de Cary Joji Fukunaga : Paloma
- 2022 : Eaux profondes (Deep Water) d'Adrian Lyne : Melinda Van Allen
- 2022 : The Gray Man d'Anthony et Joe Russo : Daniella « Dani » Miranda
- 2022 : Blonde d’Andrew Dominik : Marilyn Monroe
- 2023 : Ghosted de Dexter Fletcher : Sadie Rhodes
- 2024 : Eden de Ron Howard : Eloise Bosquet de Wagner Wehrhorn
- 2025 : Ballerina de Len Wiseman : Eve Macarro

#### Courts métrages
- 2008 : Y de postre, qué de Fernando Gónzález Gómez : Laura
- 2009 : Ánima d'Ana Victoria Pérez : Julieta
- 2012 : Perrito chino de Fran Gil-Ortega : Sabina
- 2018 : Corazón de John Hillcoat : Elena

### Télévision

#### Séries télévisées
- 2007-2010 : El internado : Carolina “Carol” Leal Solis
- 2010-2011 : Hispania, la leyenda : Nerea

#### Téléfilm
- 2007 : El edén perdido de Manuel Estudillo

### Clips
- 2009 : Mundo Frágil de Sidecars
- 2011 : Gipsy Funky Love Me Do de Rosario Flores
- 2018 : Everyday de Orishas

## Distinctions

### Récompenses
- Films Infest 2017 : meilleur actrice pour Anabel
- Golden Schmoes Awards 2019 : meilleure révélation féminine de l'année pour À couteaux tirés
- 2019 : DiscussingFilm Critics Awards de la meilleure distribution de l'année pour À couteaux tirés partagée avec Daniel Craig, Chris Evans, Jamie Lee Curtis, Michael Shannon, Don Johnson, Toni Collette, Lakeith Stanfield, Katherine Langford, Jaeden Martell, Christopher Plummer, Noah Segan, Edi Patterson (en), Riki Lindhome, K Callan, Frank Oz, M. Emmet Walsh, Marlene Forte et Shyrley Rodriguez
- 2019 : Las Vegas Film Critics Society Awards de la meilleure distribution de l'année  pour À couteaux tirés
- 2019 : National Board of Review Awards de la meilleure distribution pour À couteaux tirés
- North Texas Film Critics Association Awards 2019 : Prix Gary Murray de la meilleure distribution pour À couteaux tirés
- 2019 : Oklahoma Film Critics Circle Awards de la meilleure distribution pour À couteaux tirés
- 2019 : Online Association of Female Film Critics de la meilleure distribution pour À couteaux tirés
- 2019 : Phoenix Critics Circle de la meilleure distribution de l'année pour À couteaux tirés
- 2019 : Phoenix Film Critics Society Awards de la meilleure distribution de l'année pour À couteaux tirés
- 2019 : San Diego Film Critics Society Awards de la meilleure distribution de l'année  pour À couteaux tirés
- Satellite Awards 2019 : Meilleure distribution pour À couteaux tirés
- 2019 : Southeastern Film Critics Association Awards de la meilleure distribution de l'année pour À couteaux tirés
- 2019 : Washington DC Area Film Critics Association Awards de la meilleure distribution de l'année pour À couteaux tirés
- 2020 : AARP Movies for Grownups Awards de la meilleure distribution de l'année pour À couteaux tirés
- 2020 : Austin Film Critics Association Awards de la meilleure distribution de l'année  pour À couteaux tirés
- 2020 : Columbus Film Critics Association de la meilleure distribution de l'année pour À couteaux tirés
- 2020 : Latino Entertainment Journalists Association Film Awards de la meilleure révélation féminine pour À couteaux tirés
- 2020 : Music City Film Critics' Association Awards de la meilleure distribution de l'année pour À couteaux tirés
- 2020 : Online Film Critics Society Awards de la meilleure distribution de l'année pour À couteaux tirés
- Unión de Actores y Actrices 2020 : meilleure actrice dans une production internationale pour À couteaux tirés
- Saturn Awards 2021 : Meilleure actrice dans un second rôle pour À couteaux tirés
- Festival du cinéma américain de Deauville 2022 : Prix Nouvel Hollywood
- Unión de Actores y Actrices 2022 : meilleure actrice pour Mourir peut attendre

### Nominations
- 2017 : Odyssey Awards de la meilleure actrice dans un second rôle pour Blade Runner 2049
- 2018 : Blogos de Oro de la meilleure actrice dans un second rôle pour Blade Runner 2049
- Saturn Awards 2018 : Meilleure actrice dans un second rôle pour Blade Runner 2049
- 2019 : Detroit Film Critics Society Awards de la révélation de l'année pour À couteaux tirés
- 2019 : IGN Summer Movie Awards de la meilleure actrice principale pour À couteaux tirés
- 2019 : Indiana Film Journalists Association Awards de la meilleure actrice principale pour À couteaux tirés
- 2019 : Odyssey Awards de la meilleure actrice principale pour À couteaux tirés
- 2019 : Online Association of Female Film Critics de la meilleure actrice principale pour À couteaux tirés
- 2019 : Seattle Film Critics Society Awards de la meilleure distribution de l'année pour À couteaux tirés partagée avec Daniel Craig, Chris Evans, Jamie Lee Curtis, Michael Shannon, Don Johnson, Toni Collette, Lakeith Stanfield, Katherine Langford, Jaeden Martell, Christopher Plummer, Noah Segan, Edi Patterson (en), Riki Lindhome, K Callan, Frank Oz, M. Emmet Walsh, Marlene Forte et Shyrley Rodriguez
- Critics' Choice Movie Awards 2020 : Meilleure distribution pour À couteaux tirés
- 2020 : Georgia Film Critics Association Awards de la meilleure révélation féminine  pour À couteaux tirés, pour Cuban Network et pour The Informer
- Gold Derby Awards 2020 : Meilleure révélation féminine et Meilleure distribution de l'année pour À couteaux tirés
- Golden Globes 2020 : Meilleure actrice dans un film musical ou comédie pour À couteaux tirés
- 2020 : Imagen Foundation Awards de la meilleure actrice principale pour À couteaux tirés
- 2020 : Indiana Film Journalists Association Awards de la meilleure distribution de l'année pour À couteaux tirés
- 2020 : International Online Cinema Awards de la meilleure distribution de l'année pour À couteaux tirés
- 2020 : Latino Entertainment Journalists Association Film Awards de la meilleure performance pour une actrice pour À couteaux tirés
- Online Film & Television Association Awards 2020 : Meilleure révélation féminine et Meilleure distribution de l'année pour À couteaux tirés
- Satellite Awards 2020 : Meilleure actrice pour À couteaux tirés
- Critics' Choice Super Awards 2021 de la meilleure actrice pour Mourir peut attendre
- Australian Academy of Cinema and Television Arts Awards 2023 : Meilleure actrice pour Blonde
- Golden Globes 2023 : Meilleure actrice dans un film dramatique pour Blonde
- Oscars 2023 : Meilleure actrice pour Blonde

## Voix francophones
En version française, Ana de Armas n'a pas de voix française régulière. Elle est tout de même doublée à quatre reprises par Claire Baradat dans War Dogs, Suspicions, Sergio et Blonde, ainsi qu'à deux reprises par Juliette Allain dans Blade Runner 2049 et À couteaux tirés ainsi que par Daniela Labbé Cabrera dans Mourir peut attendre et The Gray Man.
À titre exceptionnel, elle est doublée par Nathalie Bienaimé dans Knock Knock,, Ingrid Donnadieu dans Overdrive, Barbara Probst dans Cuban Network, Delphine Rivière dans The Night Clerk, Julie Cavanna dans Eaux profondes et Marion Gress dans Ghosted. En 2025, Lutèce Ragueneau la double dans Ballerina.